# Синявка (Ковельський район)
Синя́вка — село в Україні, у Турійській селищній громаді Ковельського району Волинської області. Населення становить 180 осіб.

## Географія
Село розташоване на лівому березі річки Стохід.

## Історія
У 1906 році село Новодвірської волості Володимир-Волинського повіту Волинської губернії. Відстань від повітового міста 40 верст, від волості 9. Дворів 39, мешканців 257.
12 червня 2020 року, відповідно до розпорядження Кабінету Міністрів України № 708-р «Про визначення адміністративних центрів та затвердження територій територіальних громад Волинської області», увійшло до складу Турійської селищної територіальної громади.
19 липня 2020 року, в результаті адміністративно-територіальної реформи та ліквідації Турійського району, село увійшло до новоутвореного Ковельського району. 

## Населення
Згідно з переписом УРСР 1989 року чисельність наявного населення села становила 192 особи, з яких 88 чоловіків та 104 жінки.
За переписом населення України 2001 року в селі мешкало 178 осіб. 100 % населення вказало своєю рідною мовою українську мову.